# Idan Ofer
Pour les articles homonymes, voir Ofer.
Idan Ofer ( hébreu : עידן עופר ; né le 2 octobre 1955) est un homme d'affaires et philanthrope milliardaire israélien, agissant dans le secteur du transport maritime, de l'énergie, des mines et des sports. Il est le fondateur et directeur du Quantum Pacific Group, une holding. Il est actionnaire majoritaire d'Israel Corporation (en), cotée à la bourse de Tel-Aviv, ainsi que de Kenon Holdings (en), cotée à la bourse de Tel-Aviv et de New York. Il est également propriétaire de la société holding israélienne Lynav Holdings et de la société néerlandaise Ansonia Holdings.
Ofer détient une participation de 33 % dans le club de football espagnol de première ligue, l'Atlético de Madrid, et une participation de 85 % dans le club de football portugais de première ligue, le Futebol Clube Famalicão,.
En novembre 2023, la valeur nette de son patrimoine est estimée à 13,9 milliards de dollars américains.

## Début de la vie
Idan Ofer est le fils du défunt milliardaire israélien Sammy Ofer (à l'origine Shmuel Herskovich) et d'Aviva Ofer. Son père est un magnat du transport maritime israélien qui immigre en Israël depuis la Roumanie,,. Son frère aîné est l'homme d'affaires israélien Eyal Ofer (en). Son oncle est Yuli Ofer (en).
Ofer grandi à Haïfa, en Israël, dans une famille d'origine juive ashkénaze (juive roumaine),,. Il est enrôlé pour le service militaire obligatoire dans la marine israélienne, en tant que commandant adjoint d'un bateau de patrouille. Il est diplômé de l'Université de Haïfa, en Israël, avec un baccalauréat en sciences en économie et transport maritime,. Il obtient ensuite une maîtrise en administration des affaires de la London Business School dans les années 1980,,. Il se marie quatre fois. Sa quatrième épouse est Batia Ofer, une collectrice de fonds caritative,. Il a cinq enfants. Ils résident à Arsuf, en Israël (près de Tel Aviv) jusqu'en 2013. Sa fille Leigh Ofer réside à New York ; ses autres enfants résident à Londres.

## Carrière
Il commence sa carrière en développant l’entreprise familiale de transport maritime à Hong Kong dans les années 1980,. Il travaille ensuite à Singapour et aux États-Unis,.
Il est le directeur du Quantum Pacific Group, une holding basée à Guernesey, et d'Israel Corporation (en), l'une des plus grandes holdings publiques cotées à la Bourse de Tel Aviv,. Il est président d'Israel Corporation de 1999 à 2010 et membre de son conseil d'administration de 1999 à 2013,. Il siège aux conseils consultatifs de Synergy Ventures et d'Aspect Enterprise Solutions. Il est investisseur dans Better Place, une entreprise de voitures électriques qui fait faillite en mai 2013.
En 2014, il a créé Kenon Holdings (en) en tant que spin-off de la Israel Ships Corporation,. Il s'agit d'une holding principalement axée sur les entreprises en croissance dans les secteurs de l'automobile et de l'énergie. Elle hérite de certains des investissements précédemment détenus par Israel Corporation, comme Qoros, un projet commun créé en partenariat avec Chery Automobile qui fabrique des automobiles destinées au marché chinois « jeune et tourné vers l'international »,,. Les autres investissements incluent Zim Integrated Shipping Services et IC Power. Elle comprend également Inkia Energy, une société énergétique péruvienne et filiale d'IC Power,.
Il siège au conseil consultatif du Council on Foreign Relations et au Conseil du doyen de la John F. Kennedy School of Government de l'Université Harvard,. Avec Richard Branson et d'autres, il cofonde Carbon War Room, un groupe de réflexion sur le changement climatique basé à Washington, DC,,. Selon le Financial Times, il est « un Tel Aviv libéral dans le moule du vieux parti travailliste israélien »
Après la mort de son père en 2011, il hérite de la moitié de la fortune et de la collection d'art moderne de son père. En conséquence, en 2013, il est l’homme le plus riche d’Israël,. Selon Forbes, Ofer dispose d'un patrimoine de 13,9 milliards de dollars en valeur nette.
En mars 2022, Israel Corporation, contrôlée par Idan Ofer, vend 20,17 millions d'actions à 10,90 dollars pour un montant global de 220 millions de dollars.
En février 2023, Israel Corporation vend toutes ses actions dans Oil Refineries (en) à David Federmann, dans le cadre des efforts de l'entreprise pour réduire son empreinte carbone,,. Pendant ce temps, Israel Corporation conserve ses investissements dans Israel Chemicals
En octobre 2023, Idan Ofer démissionne du conseil d'administration du doyen de l'école Harvard Kennedy, en réponse à la réponse du leader de l'université aux attaques du Hamas contre Israël. Idan Ofer et son épouse Batia déclarent que leur « confiance dans le leadership de l'Université a été brisée » et qu'ils « ne peuvent pas, de bonne foi, continuer à soutenir Harvard et ses comités ».

## Sports
En 2018, Ofer acquiert une participation de 51 %, via Quantum Pacific Group, dans le club de football de deuxième ligue portugaise du FC Famalicão, qu'il augmente à 85 % en 2019 En 2019, Famalicão est promue en primeira Liga au Portugal
Ofer détient également une participation de 33 % dans le club de football espagnol de la Liga, l'Atlético Madrid,

## Controverses
Ofer est critiqué en Israël pour la pollution provenant de ses usines chimiques,,,, et pour son style de vie somptueux,.
En 2014, une émission de télévision israélienne soulevait des questions sur l'éventuel engagement des services d'une société de renseignement dans l'une des sociétés d'Ofer. Cependant, l'émission n’a pas pu prouver de manière concluante ces affirmations.
En 2023, le ministère de la Protection de l'environnement publie son rapport 2021 sur les organisations considérées comme à haut risque. Après qu'Ofer ait vendu ses actions dans Oil Refineries, il est désormais associé à une société figurant sur la liste.

## Philanthropie
En 2013, Ofer fait un don de 25 millions £ à son alma mater, la London Business School (LBS), par l'intermédiaire de la Fondation Idan et Batia Ofer,,,. Grâce à ce don caritatif, le plus grand don privé que l'école ait jamais reçu, la LBS construit le Centre Sammy Ofer en 2017 en l'honneur de son père,,. 
En 2017, Ofer et son épouse Batia Ofer (en) apportent des contributions caritatives au Jewish Museum London.
En 2021, Idan et Batia fondent un fonds de bourses d'études maritimes à Singapour visant à attribuer jusqu'à 10 bourses d'études à terme par an dans l'industrie maritime.
En 2021, grâce à sa fondation, Ofer fait don de 15 millions de dollars à la bibliothèque nationale israélienne.

## Voir également